# Challes (Sarthe)
Challes è un comune francese di 1 209 abitanti situato nel dipartimento della Sarthe nella regione dei Paesi della Loira.

## Società

### Evoluzione demografica
Abitanti censiti